# Hanoch Albeck
Pour les articles homonymes, voir Albeck.
 (mai 2020).
Si vous disposez d'ouvrages ou d'articles de référence ou si vous connaissez des sites web de qualité traitant du thème abordé ici, merci de compléter l'article en donnant les références utiles à sa vérifiabilité et en les liant à la section « Notes et références ».
Hanoch Albeck (en hébreu :חנוך אלבק), né le 7 août 1890 à Lowicz et mort le 9 janvier 1972 à Jérusalem, était un professeur de sciences talmudiques à l'université hébraïque de Jérusalem. Il était l'un des plus grands spécialistes de la Mishnah de son temps, et l'un des fondateurs de l'approche scientifique de l'étude de la Mishnah.

## Biographie
Hanoch Albeck né dans un milieu favorable à ce qui devint sa carrière. Son père Shalom (surnommé le spécialiste du Talmud) est en effet le directeur de publication pour de nombreux ouvrages écrits par des Rishonim, comme Ra'aven, le Meïri sur le traité Yevamot, et l'HaEshkol d'Abraham ben Isaac de Narbonne. Hanoch Albeck étudie à l'académie rabbinique de Vienne et il reçoit l'ordination rabbinique en 1905. En 1921, il reçoit un diplôme de l'université de Vienne. Entre, 1926 et 1935, Hanoch Albeck enseigne à la Hochschule für die Wissenschaft des Judentums à Berlin. En 1936, il émigre en Palestine mandataire où il est immédiatement engagé comme professeur et directeur du département de sciences talmudiques à l'Université hébraïque de Jérusalem, poste qu'il conserve pendant vingt-cinq ans. Durant ses études et sa carrière, il eut parmi ses professeurs David Zvi Miller et Avigdor Optowitzer, et parmi ses étudiants, Avraham Goldberg (sciences talmudiques) et Abraham Joshua Heschel (considéré comme l'un des penseurs juifs majeurs du XXe siècle).
Hanoch Albeck, qui est juif pratiquant, publie de nombreux livres en hébreu et en allemand sur la littérature rabbinique, comme Introduction à la Mishna, Études sur la Baraïta et la Tossefta, Introduction aux Talmuds , etc. Il publie également de nombreux articles dans le journal Tarbiz.
Hanoch Albeck écrit également un commentaire simple et précis sur la Mishna, produisant des notes plus longues en appendice[Quoi ?] à la fin de chaque volume. Ce travail est parfois cité par Pinhas Kehati dans son propre commentaire de la Mishna. Alors que la vocalisation (niqqud) reçoit une attention spéciale dans l'édition d'Albeck, le texte ne mérite pas tant d'intérêt et par conséquent, la Mishna d'Albeck n'est pas une étude purement scientifique de cette dernière. La version d'Albeck a été écrite comme une continuation et un développement du travail incomplet et antérieur de Hayyim Nahman Bialik.
Il est enterré au cimetière juif du mont des Oliviers à Jérusalem.

## Distinctions et récompenses

### Distinctions
Hanoch Albeck est membre de l'Académie israélienne des sciences et lettres à partir de 1959.

### Récompenses
En 1969, Hanoch Albeck est lauréat du prix Bialik pour la pensée juive.
Hanoch Albeck avait également été annoncé comme futur récipiendaire du prix Israël, cependant, il refusa d'accepter le prix par principe.